# Langwedel (Dolna Saksonia)
Langwedel – miasto (niem. Flecken) w Niemczech, w kraju związkowym Dolna Saksonia, w powiecie Verden.